# Купчињи Врх
Купчињи Врх (словен. Kupčinji Vrh) је насељено место у општини Мајшперк, Подравска регија, Словенија.

## Историја
До територијалне реорганизације у Словенији био је у саставу старе општине Птуј.

## Становништво
У попису становништва из 2011. године, Купчињи Врх је имао 129 становника.
| Број становника према пописима | Број становника према пописима | Број становника према пописима |
| ------------------------------ | ------------------------------ | ------------------------------ |
| 1991                           | 2002                           | 2011                           |
| 168                            | 132                            | 129                            |

Напомена: Године 1974. настала спајањем издвојених делова из насеља Надоле (Жетале) и Черможише (Жетале).